# Multistabile Wahrnehmung

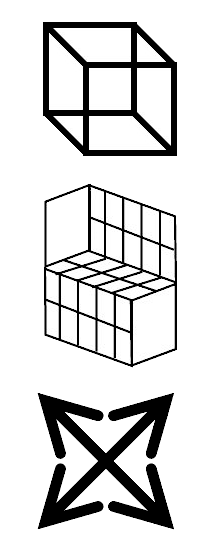
Einige bekannte Kippfiguren

Multistabile Wahrnehmung,  Gestaltwechsel, oder  Wahrnehmungswechsel charakterisiert ein im Alltag seltenes Phänomen spontan wechselnder Interpretationen eines Perzeptes. Systematisch produzierte, Gestaltwechsel induzierende Stimuli nennt man Kippfiguren.

## Definition
Unvorhersagbare und willentlich nicht vermeidbare „Wechsel“ der Wahrnehmung treten vor allem beim Betrachten visueller Illusionen auf, die mehr als eine Art von Reizinterpretation zulassen (sogenannte Kippfiguren, engl. Fachbegriff: ambiguous patterns). Bekannte Beispiele sind u. a. der Necker-Würfel und einige Bilder von M. C. Escher und Salvador Dalí. Entweder ändert sich beim Auffassungswechsel die Bedeutung eines Bildes (indem man etwa abwechselnd ein Gesicht oder aber nur einen Haufen Steine vor sich sieht) oder der Tiefeneindruck (wie im Falle des Necker-Würfels) oder andere Aspekte wie die Bewegungsrichtung mancher dynamischer Reizmuster, das Figur-Hintergrund-Verhältnis einer zweidimensionalen Abbildung oder die Kohärenz eines visuellen Objekts bis hin zum Wechsel von Wahrnehmung und Nicht-Wahrnehmung des Reizes selbst. Interessanterweise treten diese Effekte auch in sehr einfachen Mustern auf. Ein einfaches Kreuz mit gleich langen geraden Balken, die rechtwinklig aufeinander stehen, kann dazu führen, dass man mal den horizontalen Balken vor dem vertikalen und mal diesen vor dem horizontalen wahrnimmt.
Das Faszinierende an multistabilen Wahrnehmungen ist ihr absolut endogener Charakter sowie die Dissoziation der Wahrnehmung von der eigentlichen Stimulation. Für das Eintreten von Wahrnehmungswechseln bedarf es weder Änderungen der Reize selbst noch aktiver Veränderungen auf Seiten des Beobachters wie etwa Augenbewegungen oder willentliche Aufmerksamkeitszuwendung auf das Reizmuster.
Kippfiguren sind verwandt mit Vexierbildern, bei denen die Aufgabe ist, ein bestimmtes Objekt in einem Bild zu suchen.

## Einfluss auf Kunst und Kultur
Mehrdeutige Abbildungen, die multistabil wahrgenommen werden, finden sich bereits in Mosaiken der Antike. In der abbildenden Kunst haben sich vor allem M. C. Escher und Salvador Dalí (und, seltener, auch Paul Klee) mit multistabilen Wahrnehmungen beschäftigt. Einige Werke der Op Art lösen ähnliche spontane Reorganisationen der Wahrnehmung aus.
Innerhalb der Philosophie sind vor allem Ludwig Wittgensteins Meditationen über einen multistabilen Stimulus (Joseph Jastrows Strichzeichnung eines Hasen, die sich auch als ein Entenkopf interpretieren lässt), sowie die metaphorische Verwendung durch Thomas S. Kuhn im Zusammenhang seiner Theorie der Paradigmenwechsel zu nennen.
Inspiriert durch die neurophysiologischen Erkenntnisse der letzten Jahre haben multistabile Wahrnehmungsphänomene das Interesse der Philosophie des Geistes erneut geweckt.

## Wissenschaftlicher Hintergrund
Die frühere Psychophysik war anfangs nicht an der Vielfalt von Wahrnehmungsphänomenen interessiert. Mit Einzug der (vor allem Berliner) Gestaltpsychologie im Anfang des 20. Jahrhunderts änderte sich dies drastisch, und auch multistabile Wahrnehmungsphänomene wurden ein beliebtes Forschungsobjekt. Mit dem Niedergang dieser Schule ließ das Interesse an multistabilen Phänomenen erneut nach. Seit den 1980er Jahren jedoch stehen multistabile Phänomene wieder im zentralen Interesse der Wahrnehmungspsychologie. Zentrale Annahme ist, dass das Sehen ein aktiver Sinnesvorgang ist, während dessen das Gehirn versucht, die Aktivierung der Rezeptoren sinnvoll zu interpretieren. Die hierbei aktiven Prozesse der „Wahrnehmungsorganisation“ (siehe auch: Gestaltgesetze) scheinen, wenn gegeneinander in Konflikt gesetzt, eine eindeutige Lösung zu verhindern. Das visuelle System scheint in dieser Situation dazu gezwungen „umzuorganisieren“, also von einer wahrscheinlichen Interpretationsmöglichkeit zu einem oder mehreren anderen, in etwa gleich wahrscheinlichen Lösungsansätzen hin- und herzuwechseln.
Eine gewisse Kontrolle über den Prozess der Wahrnehmungswechsel ist lernbar. Manche Augenbewegungen (wie Blinzeln und Sakkaden) können zu einem gewissen Grad derartige Wechsel herbeirufen. Auch lassen manche Stimulusmanipulationen das externe Steuern der wechselnden Wahrnehmungszustände zu. Alle diese Einflüsse haben sich jedoch als zum Verhindern oder Erzeugen der unterschiedlichen Auffassungsweisen unzureichend erwiesen und scheinen nur modulatorische Wirkung auf die eigentlich steuernden Prozesse zu haben.
Die Rate (Geschwindigkeit) der Wahrnehmungswechsel schwankt stark von Person zu Person sowie zwischen den verschiedenen Auffassungen. Mehrfach wurden Korrelationen mit dem Intelligenzquotienten, mit Persönlichkeitsvariablen, dem Genuss von Stimulantien oder aber gewissen Hirnschädigungen berichtet. Spätere Studien konnten jedoch einige dieser Ergebnisse nicht bestätigen. Konsistent scheint jedoch ein Abfall der Wechselgeschwindigkeit mit zunehmendem Alter zu sein.
Die Rolle visueller Aufmerksamkeit als Auslöser der spontanen Wahrnehmungswechsel ist umstritten. Trotz wechselseitiger Einflüsse scheint jedoch eine klare Dissoziation zwischen den Prozessen multistabiler Wahrnehmung und Aufmerksamkeitseffekten zu existieren – es handelt sich somit um aufeinander bezogene, aber voneinander unabhängige Mechanismen.

## Neurobiologische Erklärungsansätze
Die meisten Theorien zu multistabilen Wahrnehmungsphänomenen basieren auf reziproken Beziehungen zwischen den alternativen Wahrnehmungsformen (Perzepten), bzw. der ihnen zugrunde liegenden (neuronalen) Mechanismen. All diese „klassischen“ Modelle gehen davon aus, dass die „Dominanz“ eines Wahrnehmungszustandes die „Inhibition“ (Hemmung) der jeweils alternativen Anschauungsformen bedingt. Die Dominanz eines Perzepts wird dadurch beendet, dass eine „Sättigung“ oder „Ermüdung“ zu einem Abflachen der Inhibition des rivalisierenden Zustandes führt. Dieser gewinnt dadurch zunehmend an Oberhand, bis er stark genug („überschwellig“) wird, um nun den vormals dominanten Zustand zu inhibieren. Nach einer gewissen Zeit wird auch dieser neue Zustand ermüden, und es wird wieder der erste Systemzustand eingenommen. Dieser Prozess lässt sich ad infinitum wiederholen.
In der Elektrotechnik lassen sich derartige Schaltkreise leicht als „Flipflop“-Multivibratoren implementieren. In einer mehr biologisch orientierten Abwandlung dieses Prinzips kann die gegenseitige Inhibition zweier Neurone (bzw. einer Gruppe von Nervenzellen) zu einem ähnlichen Verhalten führen.
Mehrere Argumente sprechen jedoch gegen die Annahme eines derartig simplen Mechanismus. Vor allem die stochastische Natur des Wechselprozesses stellt eine große Herausforderung für alle „klassischen“ Modelle reziproker Wechselbeziehungen der rivalisierenden Perzepte dar: Die Wahrnehmung oszilliert nicht (wie bei einem hin und her schaukelnden System erwartet), sondern springt in unvorhersagbaren Abständen von einem Zustand in den nächsten. Weiter scheint es schwierig, die großen interindividuellen Unterschiede in der Wechselrate mit diesem Modell zu erklären. Funktionelle Kernspintomographie (fMRI) während spontaner Wahrnehmungssprünge ergab darüber hinaus, dass hierdurch vor allem „höhere“ Gehirnareale aktiviert sind (i. e. im Parietal- und Frontallappen), deren Funktion zumeist mit Handlungsplanung und anderen kognitiven Phänomenen in Verbindung gebracht werden.